# 야마모토 아야카
야마모토 아야카(山本 彩加,やまもと あやか, 2002년 8월 6일 ~ )는 일본 여성 아이돌 그룹 전 NMB48의 멤버이다.

## 개요
- NMB48 멤버.
- 2016년 10월 18일, 팀N 멤버로 승격.
- 2021년 3월 19일, NMB48를 졸업.